# Le Jour (journal québécois)
Pour les articles homonymes, voir Le Jour.
Le Jour est un périodique indépendantiste québécois publié quotidiennement de 1974 à 1976 puis hebdomadairement en 1977 et 1978.

## Histoire
Sous l'impulsion de Jacques Parizeau et dirigé par Yves Michaud, le premier numéro du quotidien Le Jour est publié le 28 février 1974. Celui-ci se veut ouvertement indépendantiste. Il entre notamment en concurrence avec le journal Le Devoir dont le directeur exprime fermement son appui au fédéralisme.
Le quotidien cesse d'être publié le 25 août 1976 à la suite de difficultés financières et de conflits idéologiques entre les journalistes et la direction du Parti québécois. La dernière parution, datée du 24 août 1976, porte le numéro Vol 3. no 146.
Il renaît sous forme hebdomadaire, le temps de 50 numéros, soit du vol. 1 n° 1, du 4 au 10 février 1977 au vol. 1 no 50, du 13 au 19 janvier 1978. Il cesse alors d'être publié en raison d'un manque de fonds malgré une campagne de financement populaire.
Les archives du journal sont conservées au centre d'archives de Montréal de Bibliothèque et Archives nationales du Québec.
Un index des articles du Jour a été réalisé par le Centre de documentation du Parti québécois à l'Assemblée nationale du Québec.